# Kelper Store Celtics
Kelper Store Celtics é um clube de futebol amador das Ilhas Falkland. Disputou a Primeira Divisão das Ilhas Falkland pela última vez em 2014/15. Sua sede é na cidade de Port Stanley.

## Títulos
:Liga das Ilhas Falkland: 7 Títulos (1998/99) (2000/01) (2001/02) (2002/03) (2004/05) (2007/08) (2008/09)